# Betahistină
Betahistina (cu denumirea comercială Betaserc) este un medicament utilizat în tratamentul simptomatic al sindromului Ménière și al vertijului vestibular. Calea de administrare disponibilă este cea orală.
Betahistina acționează ca antagonist puternic al receptorului pentru histamină de tipul H3, dar are și o acțiune agonistă slabă asupra receptorilor histaminergici de tipul H1.